# NGC 4544
NGC 4544 is een balkspiraalstelsel in het sterrenbeeld Maagd. Het hemelobject werd op 27 april 1887 ontdekt door de Amerikaanse astronoom Edward D. Swift.

## Synoniemen
- NGC 4544
- UGC 7756
- MCG 1-32-110
- ZWG 42.168
- VCC 1624
- PGC 41958